# Stijena (Cazin)
Stijena falu Bosznia-Hercegovinában, a Bosznia-hercegovinai Föderáció Una-Szanai kantonjában.

## Fekvése
Bosznia-Hercegovina északnyugati részén, Bihácstól légvonalban 15, közúton 24 km-re északkeletre, Cazin központjától légvonalban 6, közúton 8 km-re kelet-délkeletre, a Koprivska és a Horljava-patak partja mentén levő dombos vidéken fekszik. A falu, sok forrással, dombbal, legelővel, réttel és szántóval, a Gomila-hegy lábánál található. Áthalad rajta a Cazinból Bosanska Krupa irányba vezető főút.

## Népessége
| Nemzetiségi csoport | Népesség 1991 | Népesség 2013 |
| ------------------- | ------------- | ------------- |
| Szerb               | 2             | 1             |
| Bosnyák             | 2070          | 2683          |
| Horvát              | 0             | 1             |
| Jugoszláv           | 13            | 0             |
| Egyéb               | 14            | 11            |
| Összesen            | 2099          | 2696          |

## Története
A települést I. Károly magyar király 1330. december 9-én kelt oklevelében említik először. Ez alapján megállapítható, hogy a vár ekkor még nem létezett, sőt mivel később „Puszta Sztenának” is nevezik, a falu is elnéptelenedett. 1483 és 1553 között a vár ura a Babonić nemzetség volt, akiknek a közeli Osztrozsácon volt a székhelyük. A sztenai várat egy várnagyuk irányította. 1514-ben a ferencesek kolostort építettek ide. 1563-ban a várnak nyolc, 1572-ben tizenkét főnyi őrsége volt, akik a királytól kapták a zsoldjukat. 1575-ben a török különösebb nehézség nélkül foglalta el a várat. Ezután már török őrség volt benne egy dizdár irányítása alatt. A következő időszakban sorra estek el az Unavidék még császári kézen levő várai. Bihács elestével megalakult a bihácsi kapitányság, melynek Sztena is a része lett. 1626-ban a török a várat teljesen megújította. 1629-ben Mehmed boszniai pasa egy rendelétében Sztena már kapitányság székhelyeként tűnik fel. 1687-ben a horvát végvidéki katonaság váratlanul megrohanta és felgyújtotta a várat. A vár a 18. századtól 1835-ig az osztrozsáci kapitányság része volt. 1771-ben a vár keleti oldalán a törökök felépítették a sztenai újvárat, mely akkoriban az Oszmán Birodalom legjelentősebb boszniai építkezése volt. Egy 1833-as leírás szerint a várban hét ágyú volt, de század végére már romosnak mondják.
A stijenai muszlim gyülekezetnek 860 háztartása van. Több, nagyobb falu is található a területén: Kafane – Stari grad, Vilenjača (több mint 200 háztartás), Nuhići, Mehulići, Halkići, Silići, Kolakovići, Malići, Jakupovići, Mehmedovići, Sadikovići, és Dragan Hamulići. Tekintettel arra, hogy a gyülekezet a 16. század vége óta létezik, a korábbi időszakból nincs megbízható adat arról, hogy a stijenai gyülekezetben mely imámok voltak. Ismeretes azonban, hogy a tizenkilencedik század elején a Bajrić családból származó első imám Numan Bajrićot fia követte, akit a Cazini Krajinában nagy tudósként ismertek, és akit apja, Numan efendi Isztambulba küldött, ahol befejezte a középiskolát, majd visszatért Krajinába. Ahogy az idősek mondják, első szolgálatát Bužim városában kezdte, ahol 1903-ig imám volt, amikor szülővárosába, Stijenába érkezett, és 1947-ben bekövetkezett haláláig folytatta imámi szolgálatát. Helyére Hussein Memic került, majd Halil Sinanović efendi, aki 1972-ig szolgált, amikor Ferid Osmičić váltotta, aki azonban csak rövid ideig volt itt. 1976-tól napjainkig a stijenai gyülekezetben az imám, khatib és muallim feladatokat Mujaga Majetić efendi látja el. Ami a fontos imámokat illeti, mindenképpen kiemelendő a nagy Šerif Bajrić efendi személye, akiről a stijenai öregek ma is tisztelettel beszélnek. A régi mecset közelében, a régi várban levő mecset háremében temették el.

## Gazdaság
Stijena területe ma iparilag fejletlen, a lakosság fő tevékenysége a mezőgazdaság. Az ipari tevékenységet a faipar, és a hungarocell gyártás képezi. Zömében kisgazdaságok alakultak ki, amelyekben jelentősen kiemelkednek: méhészet, hízó- és fejősmarhatelepek. Említésre méltó a kőfeldolgozás, a dolomitbányák. Számos helybeli távozott nyugat-európai országokba munkát keresni.

## Nevezetességei

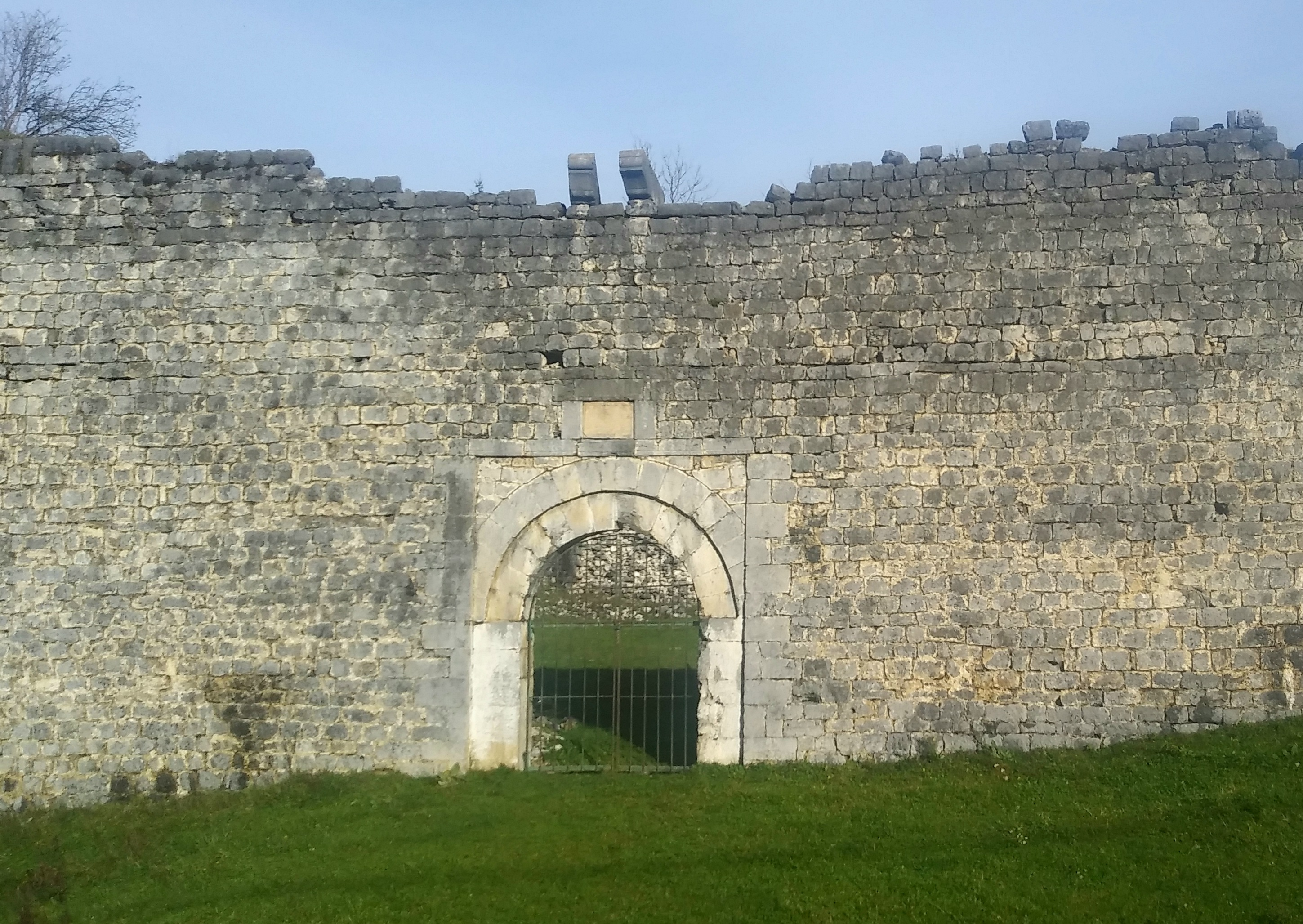
A várfal a boltíves kapuval

- Sztena vára a településen, Cazintól kb. 10 km-re, a Cazin-Bosanska Krupa úttól balra, a település végén, annak legmagasabb részén található. A vár a fennsík legészakibb részén épült, amelyet északi oldalról meredek lejtő, nyugatról a Horljava-patak medre határol. A vár a középkorból és az oszmán korból származó erődítmény. Bosznia-Hercegovina nemzeti műemlékévé nyilvánították. A középkori és a török várat egy kapuval ellátott rekeszfal választja el egymástól. A két vár területe összesen mintegy 6 hektárra terjed ki, amiből a középkori vár 4 és fél hektárt, a törökkori újvár másfél hektárt tesz ki. Az óvár az épületegyüttes nyugati részén, közvetlenül a Horljava-patak mellé épült, hozzá keletről csatlakozik az újvár. Az óvár szabálytalan hatszögletű volt, délnyugati sarkában egy négyszögletű bástyával, északnyugati sarkában pedig egy másik bástyaszerű építménnyel. A délnyugati bástya közelében található a boltozatos várkapu. Az óváron belül egy kétfelé osztott épület maradványai láthatók, mely a feltételezések szerint a régi dzsámi lehetett. Az újvár szabálytalan négyszög alaprajzú volt, melynek mind a négy sarkán egy ágyútorony található. Falai kétszer vastagabbak az óvárénál. A kapu feletti kőtábla szerint az újvárat a muszlim naptár szerinti 1185-ben emelték. Összességében a vár mai állapota nagyon lepusztult, köveinek jó részét feltehetően a falu régabbi házaiba építették be.[4] A sáncok helyenként csak alul láthatók. A legtöbb ma is álló sáncról a faragott kövek burkolata leesett vagy leverték. A déli sánc a toronytól mérve a délnyugati sarkánál mintegy 30 m hosszban részben fennmaradt külső burkolattal rendelkezik, a maradék 15 méter csupasz.

- A vár közelében található Stijena vallási központja az újonnan épült mecsettel. Amint az oszmánok 1575-ben elfoglalták a várat, a feltételezések szerint azonnal mecsetet építettek. Mára a régi mecsetet a vár egész komplexumához hasonlóan nemzeti műemlékké nyilvánították. Ez a régi mecset a legrégebbi a Krajinában. Mérete 11,4 x 9,8 m, egyenetlen felületű, vakolt és fehérre festett kőtömbökből épült. 1956-ban a fatetőt cserépre cserélték, a minaretet pedig baton alapra, fából készítették. Ez a mecset azonban nem tudta kielégíteni a stijenai gyülekezet igényeit, sem térben, sem hozzáférésben, ezért a gyülekezet úgy döntött, hogy a váron kívül kedvezőbb helyen újat épít. 1976-ban megkezdődött az új mecset építése, mely 1979-ben készült el, amikor nagyszámú muszlim jelenlétében (több mint 50 000 hívő volt jelen) megnyitották.[6]

- Említésre méltók még a Gomilán található kisméretű Mala és Velika Gomila erődök, és a Horljava-patak, amely egy víznyelőben egy nagy szikla alatt tűnik el a föld alá, amelyről maga a település is a nevét kapta.

## Oktatás
A stijenai általános iskolának a stijenai központi iskolán kívül négy kerületi iskola működik: Glogovac, Zmajevac, Podgredina és Vilenjača falvakban.

## Egyesületek
Stijenában számos polgári egyesület és sportcsapat működik. 
- KUD "Stijena" kulturális és művészeti egyesület

- "Gomila" vadásztársaság

- NK "Gomila" labdarúgóklub

- "Tigar" taekwondo klub és mások.

## Fordítás
- Ez a szócikk részben vagy egészben  a   Stijena (Cazin, BiH) című bosnyák Wikipédia-szócikk ezen változatának fordításán alapul.  Az eredeti cikk szerkesztőit annak laptörténete sorolja fel. Ez a jelzés csupán a megfogalmazás eredetét és a szerzői jogokat jelzi, nem szolgál a cikkben szereplő információk forrásmegjelöléseként.